# Chris Moore
Chris Moore, nome d'arte di Christopher Wesley Moore, (...) è un attore, regista e sceneggiatore statunitense.

## Filmografia

### Attore
- Lock In, regia di Chris Moore (2007)
- Gingerdead: The Adventures of Nella & Nello, regia di Chris Moore - cortometraggio (2010)
- Perversion, regia di Chris Moore (2010)
- The American Dream, regia di Chris Moore e Nina Scholl - cortometraggio (2011)
- Here's to the Ladies Who Munch, regia di Chris Moore e Nina Scholl - cortometraggio (2012)
- Sergeant Pickle – serie TV, episodi 1x10-1x11 (2013)
- The American Dream, regia di Chris Moore e Nina Scholl - miniserie tv (2013)
- Get on Up: La storia di James Brown (Get on Up), regia di Tate Taylor (2014)
- A Star Is Stillborn, regia di Chris Moore (2014)

### Regista
- Lock In (2007)
- Confessions of a Horror Baby - webserie (2010)
- Gingerdead: The Adventures of Nella & Nello - cortometraggio (2010)
- Perversion (2010)
- The American Dream, regia di Chris Moore e Nina Scholl - cortometraggio (2011)
- Here's to the Ladies Who Munch, regia di Chris Moore e Nina Scholl - cortometraggio (2012)
- The American Dream, regia di Chris Moore e Nina Scholl - miniserie tv (2013)
- A Star Is Stillborn (2014)
- Blessed Are the Children (2016)

### Sceneggiatore
- Lock In, regia di Chris Moore (2007)
- Confessions of a Horror Baby – serie TV, episodio 1x01 (2010)
- Gingerdead: The Adventures of Nella & Nello, regia di Chris Moore - cortometraggio (2010)
- Perversion, regia di Chris Moore (2010)
- The American Dream, regia di Chris Moore e Nina Scholl - cortometraggio (2011)
- Here's to the Ladies Who Munch, regia di Chris Moore e Nina Scholl - cortometraggio (2012)
- Sergeant Pickle – serie TV, episodi 1x10-1x11 (2013)
- The American Dream, regia di Chris Moore e Nina Scholl - miniserie tv (2013)
- A Star Is Stillborn, regia di Chris Moore (2014)
- Blessed Are the Children, regia di Chris Moore (2016)

### Produttore
- The American Dream, regia di Chris Moore e Nina Scholl - miniserie tv (2013)
- A Star Is Stillborn, regia di Chris Moore (2014)
- Blessed Are the Children, regia di Chris Moore (2016)
- Triggered, regia di Chris Moore (2019)

#### Produttore esecutivo
- Confessions of a Horror Baby – serie TV (2010)

#### Co-Produttore
- Here's to the Ladies Who Munch, regia di Chris Moore e Nina Scholl - cortometraggio (2012)

### Montatore
- Lock In, regia di Chris Moore (2007)
- Perversion, regia di Chris Moore (2010)
- Here's to the Ladies Who Munch, regia di Chris Moore e Nina Scholl - cortometraggio (2012)
- The American Dream, regia di Chris Moore e Nina Scholl - miniserie tv (2013)
- A Star Is Stillborn, regia di Chris Moore (2014)
- Blessed Are the Children, regia di Chris Moore (2016)